# Dyskografia Roxette
Dyskografia Roxette – szwedzkiego duetu pop-rockowego.

## Albumy studyjne
| Data wydania         | Tytuł              | Nakład   | Inne informacje |
| -------------------- | ------------------ | -------- | --- |
| 31 października 1986 | Pearls of Passion  | 800 tys. | debiutancki album studyjny wydany tylko w Szwecji – 11 lat później wyszła edycja międzynarodowa z dodatkowymi piosenkami; w październiku 2009 album został wydany ponownie wraz z utworami bonusowymi pochodzącymi z singli |
| 21 października 1988 | Look Sharp!        | 9 mln    | drugi album studyjny; w październiku 2009 album został wydany ponownie wraz z utworami bonusowymi pochodzącymi z singli |
| 28 marca 1991        | Joyride            | 11 mln   | trzeci album studyjny; w październiku 2009 album został wydany ponownie wraz z utworami bonusowymi pochodzącymi z singli |
| 28 sierpnia 1992     | Tourism            | 6 mln    | czwarty album studyjny zawierający kilka koncertowych nagrań – pełna nazwa: Tourism – Songs From Studios, Stages, Hotelrooms & Other Strange Places (tłum. piosenki ze studiów, scen, pokojów hotelowych i innych dziwnych miejsc); w październiku 2009 album został wydany ponownie wraz z utworami bonusowymi pochodzącymi z singli |
| 9 kwietnia 1994      | Crash! Boom! Bang! | 5 mln    | piąty album studyjny; tytuł płyty został zaczerpnięty z przeboju Elvisa Presleya Jailhouse Rock; w październiku 2009 album został wydany ponownie wraz z utworami bonusowymi pochodzącymi z singli |
| 22 lutego 1999       | Have a Nice Day    | 2,2 mln  | szósty album studyjny; w październiku 2009 album został wydany ponownie wraz z utworami bonusowymi pochodzącymi z singli |
| 2 kwietnia 2001      | Room Service       | 1,5 mln  | siódmy album studyjny; w październiku 2009 album został wydany ponownie wraz z utworami bonusowymi pochodzącymi z singli |
| 11 lutego 2011       | Charm School       | 1 mln    | ósmy album studyjny |
| 26 marca 2012        | Travelling         | 200 tys. | dziewiąty album studyjny; sequel płyty Tourism zawierający kilka koncertowych nagrań |
| 3 czerwca 2016       | Good Karma         |          | dziesiąty album studyjny |

## Remiksy
| Data wydania  | Tytuł         | Nakład  | Inne informacje                                                         |
| ------------- | ------------- | ------- | ----------------------------------------------------------------------- |
| 27 marca 1987 | Dance Passion | 27 tys. | kolekcja remiksów utworów z debiutanckiej płyty, wydana tylko w Szwecji |

## Kompilacje
| Data wydania         | Tytuł                                                   | Nakład  | Inne informacje |
| -------------------- | ------------------------------------------------------- | ------- | --- |
| 17 lutego 1995       | Rarities                                                | 1 mln   | kolekcja rarytasów ze stron B singli, wydana tylko w Azji oraz Ameryce Południowej                                                     |
| 30 października 1995 | Don’t Bore Us, Get to the Chorus!                       | 6 mln   | kompilacja największych przebojów; w 2000 roku została wydana amerykańska wersja z trzema innymi utworami                              |
| 21 października 1996 | Baladas En Español                                      | 1 mln   | kompilacja największych przebojów, w wersjach nagranych w języku hiszpańskim, popularna głównie w Ameryce Południowej i Hiszpanii      |
| 28 marca 1998        | The Greatest                                            |         | niskobudżetowa kompilacja największych przebojów wydana w Japonii                                                                      |
| 4 listopada 2002     | The Ballad Hits                                         | 1,2 mln | kompilacja największych balladowych przebojów                                                                                          |
| 24 marca 2003        | The Pop Hits                                            |         | kompilacja największych popowych i rockowych przebojów                                                                                 |
| 18 października 2006 | A Collection of Roxette Hits – Their 20 Greatest Songs! |         | kompilacja największych przebojów |
| 18 października 2006 | The Rox Box / Roxette 86–06                             |         | zestaw 4xCD oraz 1 DVD z koncertem MTV Unplugged oraz wszystkimi teledyskami z 20 lat                                                  |
| 26 lipca 2011        | Greatest Hits                                           |         | kompilacja największych przebojów |
| 11 listopada 2014    | The Biggest Hits XXX                                    |         | kompilacja największych przebojów; zawiera 2×CD                                                                                        |
| 11 maja 2015         | The RoxBox!: A Collection of Roxette’s Greatest Songs   |         | kompilacja największych przebojów; zawiera 4×CD                                                                                        |
| 11 grudnia 2020      | Bag of Trix                                             |         | zestaw 4xLP oraz 3xCD; łącznie 47 utworów, z czego 28 niepublikowanych wcześniej m.in. dema, wersje koncertowe, wczesne wersje utworów |

## Single
| Rok  | Singel                                                      | Pozycje na listach przebojów | Pozycje na listach przebojów | Pozycje na listach przebojów | Pozycje na listach przebojów | Pozycje na listach przebojów | Pozycje na listach przebojów | Pozycje na listach przebojów | Pozycje na listach przebojów | Pozycje na listach przebojów | Pozycje na listach przebojów | Pozycje na listach przebojów | Pozycje na listach przebojów | Pozycje na listach przebojów | Certyfikat                                                                     | Album                                                   |
| Rok  | Singel                                                      | SWE                          | AUS                          | AUT                          | BEL                          | CAN                          | GER                          | IRE                          | NED                          | NZ                           | NOR                          | SWI                          | UK                           | US                           | Certyfikat                                                                     | Album                                                   |
| ---- | ----------------------------------------------------------- | ---------------------------- | ---------------------------- | ---------------------------- | ---------------------------- | ---------------------------- | ---------------------------- | ---------------------------- | ---------------------------- | ---------------------------- | ---------------------------- | ---------------------------- | ---------------------------- | ---------------------------- | ------------------------------------------------------------------------------ | ------------------------------------------------------- |
| 1986 | „Neverending Love”                                          | 3                            | –                            | –                            | –                            | –                            | –                            | –                            | –                            | –                            | –                            | –                            | –                            | –                            |                                                                                | Pearls of Passion                                       |
| 1986 | „Goodbye to You”                                            | 9                            | –                            | –                            | –                            | –                            | –                            | –                            | –                            | –                            | –                            | –                            | –                            | –                            |                                                                                | Pearls of Passion                                       |
| 1987 | „Soul Deep”                                                 | 18                           | –                            | –                            | –                            | –                            | –                            | –                            | –                            | –                            | –                            | –                            | –                            | –                            |                                                                                | Pearls of Passion                                       |
| 1987 | „It Must Have Been Love (Christmas for the Broken Hearted)” | 4                            | –                            | –                            | –                            | –                            | –                            | –                            | –                            | –                            | –                            | –                            | –                            | –                            |                                                                                | Wydany tylko na singlu                                  |
| 1988 | „I Call Your Name”                                          | –                            | –                            | –                            | –                            | –                            | –                            | –                            | –                            | –                            | –                            | –                            | –                            | –                            |                                                                                | Pearls of Passion                                       |
| 1989 | „The Look”                                                  | 6                            | 1                            | 2                            | 3                            | 1                            | 1                            | 10                           | 2                            | 1                            | 1                            | 1                            | 7                            | 1                            | - AUS: platyna - CAN: złoto - SWE: złoto - US: złoto                           | Look Sharp!                                             |
| 1989 | „Dressed for Success”                                       | 2                            | 3                            | 6                            | 23                           | 10                           | 16                           | –                            | –                            | 36                           | –                            | 4                            | 48                           | 14                           | - AUS: platyna - CAN: złoto - SWE: złoto                                       | Look Sharp!                                             |
| 1989 | „Listen to Your Heart”                                      | 3                            | 10                           | 2                            | 3                            | 1                            | 7                            | –                            | 5                            | 11                           | –                            | 8                            | 62                           | 1                            | - AUT: złoto - SWE: złoto                                                      | Look Sharp!                                             |
| 1989 | „Chances”                                                   | –                            | –                            | –                            | –                            | –                            | –                            | –                            | –                            | –                            | –                            | –                            | –                            | –                            |                                                                                | Look Sharp!                                             |
| 1989 | „Dangerous”                                                 | 9                            | 9                            | 8                            | 21                           | 2                            | 8                            | –                            | 12                           | 12                           | –                            | 10                           | –                            | 2                            | - AUS: złoto                                                                   | Look Sharp!                                             |
| 1990 | „It Must Have Been Love”                                    | 6                            | 1                            | 3                            | 3                            | 2                            | 4                            | 5                            | 2                            | 2                            | 1                            | 1                            | 3                            | 1                            | - AUS: platyna - AUT: złoto - GER: złoto - SWE: złoto - UK: srebro - US: złoto | Pretty Woman Soundtrack                                 |
| 1990 | „Listen to Your Heart”/„Dangerous”                          | –                            | –                            | –                            | –                            | –                            | –                            | 5                            | –                            | –                            | –                            | –                            | 6                            | –                            |                                                                                | Look Sharp!                                             |
| 1990 | „Dressed for Success” (wznowiony)                           | –                            | –                            | –                            | –                            | –                            | –                            | 14                           | –                            | –                            | –                            | –                            | 18                           | –                            |                                                                                | Look Sharp!                                             |
| 1991 | „Joyride”                                                   | 1                            | 1                            | 1                            | 1                            | 1                            | 1                            | 9                            | 1                            | 3                            | 1                            | 1                            | 4                            | 1                            | - AUS - AUT: złoto - CAN: złoto - GER: złoto - SWE: platyna                    | Joyride                                                 |
| 1991 | „Fading Like a Flower (Every Time You Leave)”               | 5                            | 7                            | 6                            | 5                            | 2                            | 5                            | 4                            | 7                            | 22                           | 4                            | 3                            | 12                           | 2                            |                                                                                | Joyride                                                 |
| 1991 | „The Big L.”                                                | 10                           | 20                           | 11                           | 9                            | –                            | 13                           | 9                            | 15                           | 34                           | –                            | 13                           | 21                           | –                            |                                                                                | Joyride                                                 |
| 1991 | „Spending My Time”                                          | 11                           | 16                           | 16                           | 11                           | 9                            | 9                            | 23                           | 26                           | 31                           | –                            | 15                           | 22                           | 32                           |                                                                                | Joyride                                                 |
| 1992 | „Church of Your Heart”                                      | 21                           | –                            | 24                           | 35                           | 11                           | 28                           | 24                           | 59                           | 47                           | –                            | –                            | 21                           | 36                           |                                                                                | Joyride                                                 |
| 1992 | „How Do You Do!”                                            | 2                            | 7                            | 2                            | 2                            | 12                           | 2                            | 15                           | 2                            | 37                           | 1                            | 2                            | 13                           | 58                           | - AUS: złoto - SWE: platyna                                                    | Tourism                                                 |
| 1992 | „Queen of Rain”                                             | 12                           | –                            | –                            | 14                           | 47                           | 19                           | –                            | 20                           | –                            | –                            | 27                           | 28                           | –                            |                                                                                | Tourism                                                 |
| 1993 | „Fingertips '93”                                            | 39                           | –                            | –                            | 29                           | –                            | 45                           | –                            | 32                           | –                            | –                            | –                            | –                            | –                            |                                                                                | Tourism                                                 |
| 1993 | „Almost Unreal”                                             | 8                            | 17                           | 20                           | 23                           | 29                           | 20                           | 5                            | 31                           | –                            | 6                            | 15                           | 7                            | 94                           |                                                                                | Super Mario Bros. Soundtrack                            |
| 1993 | „It Must Have Been Love” (wznowiony)                        | –                            | –                            | –                            | –                            | –                            | –                            | 10                           | –                            | –                            | –                            | –                            | 10                           | –                            |                                                                                | Pretty Woman Soundtrack                                 |
| 1994 | „Sleeping in My Car”                                        | 1                            | 18                           | 6                            | 4                            | 2                            | 11                           | 16                           | 19                           | 20                           | 3                            | 7                            | 14                           | 50                           | - SWE: złoto                                                                   | Crash! Boom! Bang!                                      |
| 1994 | „Crash! Boom! Bang!”                                        | 17                           | –                            | 19                           | 14                           | 27                           | 31                           | –                            | 23                           | 50                           | –                            | –                            | 26                           | –                            |                                                                                | Crash! Boom! Bang!                                      |
| 1994 | „Fireworks”                                                 | 34                           | –                            | 18                           | 24                           | 60                           | 51                           | –                            | 41                           | –                            | –                            | –                            | 30                           | –                            |                                                                                | Crash! Boom! Bang!                                      |
| 1994 | „Run to You”                                                | –                            | 49                           | –                            | 33                           | –                            | 51                           | –                            | –                            | –                            | –                            | 31                           | 27                           | –                            |                                                                                | Crash! Boom! Bang!                                      |
| 1995 | „Vulnerable”                                                | 12                           | –                            | –                            | –                            | –                            | 71                           | –                            | –                            | –                            | –                            | –                            | 44                           | –                            |                                                                                | Crash! Boom! Bang!                                      |
| 1995 | „You Don’t Understand Me”                                   | 9                            | –                            | 25                           | 35                           | –                            | 44                           | –                            | 19                           | –                            | –                            | –                            | 42                           | –                            |                                                                                | Don’t Bore Us, Get to the Chorus!                       |
| 1995 | „The Look ’95” (remiks)                                     | –                            | –                            | –                            | –                            | –                            | –                            | –                            | –                            | –                            | –                            | –                            | 28                           | –                            |                                                                                | Don’t Bore Us, Get to the Chorus!                       |
| 1996 | „June Afternoon”                                            | 24                           | –                            | –                            | 33                           | 73                           | 57                           | –                            | –                            | –                            | –                            | 35                           | 52                           | –                            |                                                                                | Don’t Bore Us, Get to the Chorus!                       |
| 1996 | „She Doesn’t Live Here Anymore”                             | –                            | –                            | –                            | –                            | –                            | 86                           | –                            | –                            | –                            | –                            | –                            | –                            | –                            |                                                                                | Don’t Bore Us, Get to the Chorus!                       |
| 1999 | „Wish I Could Fly”                                          | 4                            | –                            | 11                           | 18                           | –                            | 26                           | –                            | 35                           | –                            | 13                           | 12                           | 11                           | –                            | - SWE: złoto                                                                   | Have a Nice Day                                         |
| 1999 | „Anyone”                                                    | 35                           | –                            | –                            | 30                           | –                            | 62                           | –                            | 73                           | –                            | –                            | 30                           | –                            | –                            |                                                                                | Have a Nice Day                                         |
| 1999 | „Stars”                                                     | 13                           | –                            | –                            | 45                           | –                            | 23                           | –                            | 74                           | –                            | 11                           | 28                           | 56                           | –                            | - SWE: złoto                                                                   | Have a Nice Day                                         |
| 1999 | „Salvation”                                                 | 46                           | –                            | –                            | –                            | –                            | 80                           | –                            | –                            | –                            | –                            | –                            | –                            | –                            |                                                                                | Have a Nice Day                                         |
| 2001 | „The Centre of the Heart”                                   | 1                            | –                            | 30                           | 21                           | –                            | 31                           | –                            | 74                           | –                            | –                            | 28                           | –                            | –                            | - SWE: platyna                                                                 | Room Service                                            |
| 2001 | „Real Sugar”                                                | 23                           | –                            | –                            | –                            | –                            | 96                           | –                            | –                            | –                            | –                            | 72                           | –                            | –                            |                                                                                | Room Service                                            |
| 2001 | „Milk and Toast and Honey”                                  | 21                           | –                            | –                            | 49                           | –                            | 54                           | –                            | 80                           | –                            | –                            | 29                           | –                            | –                            |                                                                                | Room Service                                            |
| 2002 | „A Thing About You”                                         | 14                           | –                            | 39                           | 39                           | –                            | 37                           | –                            | 88                           | –                            | –                            | 35                           | –                            | –                            |                                                                                | The Ballad Hits                                         |
| 2003 | „Opportunity Nox”                                           | 11                           | –                            | –                            | –                            | –                            | 69                           | –                            | –                            | –                            | –                            | 87                           | –                            | –                            |                                                                                | The Pop Hits                                            |
| 2006 | „One Wish”                                                  | 2                            | –                            | 56                           | –                            | –                            | 50                           | –                            | 96                           | –                            | –                            | 56                           | –                            | –                            |                                                                                | A Collection of Roxette Hits – Their 20 Greatest Songs! |
| 2007 | „Reveal”                                                    | 59                           | –                            | –                            | –                            | –                            | –                            | –                            | –                            | –                            | –                            | –                            | –                            | –                            |                                                                                | A Collection of Roxette Hits – Their 20 Greatest Songs! |
| 2011 | „She’s Got Nothing On (But the Radio)”                      | –                            | –                            | 9                            | 34                           | –                            | 10                           | –                            | –                            | –                            | –                            | 19                           | –                            | –                            |                                                                                | Charm School                                            |
| 2011 | „Speak to Me”                                               | –                            | –                            | –                            | –                            | –                            | –                            | –                            | –                            | –                            | –                            | –                            | –                            | –                            |                                                                                | Charm School                                            |
| 2011 | „Way Out”                                                   | –                            | –                            | –                            | –                            | –                            | –                            | –                            | –                            | –                            | –                            | –                            | –                            | –                            |                                                                                | Charm School                                            |
| 2011 | „No One Makes It on Her Own”                                | –                            | –                            | –                            | –                            | –                            | –                            | –                            | –                            | –                            | –                            | –                            | –                            | –                            |                                                                                | Charm School                                            |
| 2012 | „It’s Possible”                                             | –                            | –                            | –                            | –                            | –                            | 64                           | –                            | –                            | –                            | –                            | –                            | –                            | –                            |                                                                                | Travelling                                              |
| 2012 | „The Sweet Hello, The Sad Goodbye (Bassflow Remake)”        | –                            | –                            | –                            | –                            | –                            | –                            | –                            | –                            | –                            | –                            | –                            | –                            | –                            |                                                                                | The Biggest Hits XXX                                    |
| 2014 | „The Look 25”                                               | –                            | –                            | –                            | –                            | –                            | –                            | –                            | –                            | –                            | –                            | –                            | –                            | –                            |                                                                                | Wydany tylko na singlu                                  |
| 2015 | „It Must Have Been Love 25”                                 | –                            | –                            | –                            | –                            | –                            | –                            | –                            | –                            | –                            | –                            | –                            | –                            | –                            |                                                                                | Wydany tylko na singlu                                  |
| 2015 | „The Look (Remake)”                                         | –                            | –                            | –                            | –                            | –                            | –                            | –                            | –                            | –                            | –                            | –                            | –                            | –                            |                                                                                | Wydany tylko na singlu                                  |
| 2016 | „It Just Happens”                                           | –                            | –                            | –                            | –                            | –                            | –                            | –                            | –                            | –                            | –                            | –                            | –                            | –                            |                                                                                | Good Karma                                              |
| 2016 | „Some Other Summer”                                         | –                            | –                            | –                            | –                            | –                            | –                            | –                            | –                            | –                            | –                            | –                            | –                            | –                            |                                                                                | Good Karma                                              |
| 2016 | „Why Don’t You Bing Me Flowers?”                            | –                            | –                            | –                            | –                            | –                            | –                            | –                            | –                            | –                            | –                            | –                            | –                            | –                            |                                                                                | Good Karma                                              |
| 2020 | „Help! (Abbey Road Sessions November 1995)”                 | –                            | –                            | –                            | –                            | –                            | –                            | –                            | –                            | –                            | –                            | –                            | –                            | –                            |                                                                                | Bag of Trix                                             |
| 2020 | „Let Your Heart Dance With Me”                              | –                            | –                            | –                            | –                            | –                            | –                            | –                            | –                            | –                            | –                            | –                            | –                            | –                            |                                                                                | Bag of Trix                                             |
| 2020 | „Tú No Me Comprendes”                                       | –                            | –                            | –                            | –                            | –                            | –                            | –                            | –                            | –                            | –                            | –                            | –                            | –                            |                                                                                | Bag of Trix                                             |
| 2020 | „Piece of Cake”                                             | –                            | –                            | –                            | –                            | –                            | –                            | –                            | –                            | –                            | –                            | –                            | –                            | –                            |                                                                                | Bag of Trix                                             |

## Single promocyjne
| Tytuł                                         | Rok  | Peak chart positions | Peak chart positions | Peak chart positions | Peak chart positions | Album                                                     |
| Tytuł                                         | Rok  | LP3                  | RUS Airplay          | SPA Airplay          | US Latin             | Album                                                     |
| --------------------------------------------- | ---- | -------------------- | -------------------- | -------------------- | -------------------- | --------------------------------------------------------- |
| „The Sweet Hello, the Sad Goodbye”            | 1991 | –                    | –                    | –                    | –                    | singiel niealbumowy                                       |
| „Things Will Never Be the Same”               | 1991 | 2                    | –                    | –                    | –                    | Joyride                                                   |
| „(Do You Get) Excited?”                       | 1992 | –                    | –                    | 9                    | –                    | Joyride                                                   |
| „Iʼm Sorry”                                   | 1995 | 15                   | –                    | –                    | –                    | Crash! Boom! Bang!                                        |
| „I Don’t Want to Get Hurt”                    | 1995 | –                    | –                    | –                    | –                    | Don’t Bore Us, Get to the Chorus! Roxette’s Greatest Hits |
| „Un Día Sin Ti” („Spending My Time”)          | 1996 | 48                   | –                    | 20                   | 10                   | Baladas En Español                                        |
| „No Sé Si Es Amor” („It Must Have Been Love”) | 1997 | –                    | –                    | 6                    | –                    | Baladas En Español                                        |
| „Soy una Mujer” („Fading Like a Flower”)      | 1997 | –                    | –                    | –                    | –                    | Baladas En Español                                        |
| „I Call Your Name '97”                        | 1997 | –                    | –                    | 25                   | –                    | Pearls of Passion – The First Album                       |
| „From One Heart to Another”                   | 1997 | –                    | –                    | –                    | –                    | Pearls of Passion – The First Album                       |
| „Neverending Love”                            | 1998 | –                    | –                    | –                    | –                    | Pearls of Passion – The First Album                       |
| „Quisiera Volar” („Wish I Could Fly”)         | 1999 | –                    | –                    | 36                   | –                    | Have a Nice Day                                           |
| „Crush on You”                                | 1999 | –                    | –                    | –                    | –                    | Have a Nice Day                                           |
| „Alguien” („Anyone”)                          | 1999 | –                    | –                    | –                    | –                    | Have a Nice Day                                           |
| „No One Makes It on Her Own”                  | 2011 | –                    | 169                  | –                    | –                    | Charm School                                              |
| „Touched by the Hand of God”                  | 2012 | –                    | –                    | –                    | –                    | Travelling                                                |
| „Lover, Lover, Lover”                         | 2012 | –                    | –                    | –                    | –                    | Travelling                                                |
|                                               |      |                      |                      |                      |                      |                                                           |

## Inne notowane utwory
| Tytuł                                                  | Rok  | Pozycje | Pozycje | Pozycje | Pozycje | Pozycje | Pozycje | Pozycje | Pozycje | Pozycje | Pozycje | Certyfikat                   | Wydawnictwo              |
| Tytuł                                                  | Rok  | SWE     | AUS     | FRA     | FIN     | GER     | IRE     | NLD     | NOR     | UK      | US      | Certyfikat                   | Wydawnictwo              |
| ------------------------------------------------------ | ---- | ------- | ------- | ------- | ------- | ------- | ------- | ------- | ------- | ------- | ------- | ---------------------------- | ------------------------ |
| „Listen to Your Heart” (DHT & Roxette featuring Edmée) | 2004 | –       | 11      | 7       | –       | 81      | 12      | 10      | 19      | 7       | 8       | - SNEP: Srebro - RIAA: Złoto | Listen to Your Heart     |
| „Fading Like a Flower” (Dancing DJ’s vs Roxette)       | 2005 | 41      | –       | –       | 13      | –       | 13      | –       | –       | 18      | –       |                              | singiel niealbumowy      |
| „The Rox Medley”                                       | 2006 | –       | –       | –       | –       | –       | –       | –       | 19      | –       | –       |                              | B–side singla „One Wish” |
|                                                        |      |         |         |         |         |         |         |         |         |         |         |                              |                          |

## Wideografia
| Rok  | Tytuł | Certyfikat         | Inne informacje |
| ---- | --- | ------------------ | --- |
| 1989 | Sweden Live - Wydany: 17 lutego 1989 - Wytwórnia: Toshiba EMI - Format: VHS, Laserdisc                                                                        |                    | zawiera materiał z koncertu który odbył się w Szwecji |
| 1989 | Look Sharp Live - Wydany: 2 października 1989 - Wytwórnia: Picture Music International - Format: VHS                                                          | USA: złoto         | zawiera materiał z koncertu który odbył się na wyspie Borgholm w Szwecji |
| 1991 | The Videos - Wydany: 16 listopada 1991 - Wytwórnia: Picture Music International - Format: VHS, Laserdisc                                                      | Niemcy: złoto      | zawiera teledyski zespołu z lat 1989–1991 oraz dokument The Making of Joyride |
| 1992 | Live-Ism - Wydany: 5 października 1992 - Wytwórnia: Picture Music International - Format: VHS, Laserdisc                                                      |                    | zawiera materiał z koncertu który odbył się w Sydney, Nowej Południowej Walii i Australii oraz nagrania zza kulis i kilka teledysków |
| 1995 | Don’t Bore Us, Get to the Chorus! – Roxette’s Greatest Video Hits - Wydany: 20 grudnia 1995 - Wytwórnia: Picture Music International - Format: VHS, Laserdisc |                    | zawiera teledyski zespołu z lat 1989–1995; odpowiednik albumu Don’t Bore Us, Get to the Chorus!: Roxette’s Greatest Hits |
| 1996 | Crash! Boom! Live! - Wydany: 19 września 1996 - Wytwórnia: Picture Music International - Format: VHS, Laserdisc                                               |                    | zawiera materiał z koncertu, który odbył się w Johannesburgu i innych miejscowościach w RPA |
| 2001 | All Videos Ever Made & More! - Wydany: 19 listopada 2001 - Wytwórnia: EMI - Format: DVD                                                                       |                    | zawiera teledyski zespołu z lat 1987–2001 |
| 2003 | Ballad & Pop Hits – The Complete Video Collection - Wydany: 17 listopada 2003 - Wytwórnia: EMI - Format: DVD                                                  | Argentyna: platyna | zawiera teledyski zespołu z lat 1987–2003; w 2008 roku album został ponownie wydany |
| 2013 | Live: Travelling the World - Wydany: 6 grudnia 2013 - Wytwórnia: Parlophone, Warner Music Group - Format: DVD, Blu-ray                                        |                    | pierwszy album koncertowy zawierający materiał z koncertu który odbył się w Santiago w Chile |
| 2016 | Roxette Diaries: The Private Home Videos 1987–1995 - Wydany: 7 marca 2016 - Wytwórnia: Roxette Recordings - Format: DVD                                       |                    | pierwsze DVD z zapisem archiwalnych i prywatnych nagrań zespołu |
| 2018 | Roxette – Boxette - Wydany: 5 października 2018 - Wytwórnia: Parlophone - Format: DVD                                                                         |                    | zestaw 4 płyt DVD zawierających wszystkie wydane do tej pory koncerty zespołu m.in. Sweden Live, Look Sharp Live, Live–Ism, Crash! Boom! Live! oraz wcześniej niepublikowany Room Service Tour ʼ01 nakręcony w Globe Arena w Sztokholmie 16 listopada 2001 |

## Teledyski
| Rok  | Tytuł                                                | Reżyser                          |
| ---- | ---------------------------------------------------- | -------------------------------- |
| 1987 | „Neverending Love” (wersja 1)                        | nieznany                         |
| 1987 | „Neverending Love” (wersja 2)                        | Rikard Petrelius                 |
| 1987 | „Soul Deep”                                          | Rikard Petrelius                 |
| 1988 | „I Call Your Name”                                   | Jeroen Kamphoff                  |
| 1988 | „Chances”                                            | Jeroen Kamphoff                  |
| 1988 | „The Look” (wersja 1)                                | Mats Jonstam                     |
| 1989 | „The Look” (wersja 2)                                | Peter Heath                      |
| 1989 | „Dressed for Success”                                | Peter Heath                      |
| 1989 | „Listen to Your Heart”                               | Doug Freel                       |
| 1989 | „Dangerous”                                          | Doug Freel                       |
| 1989 | „Silver Blue”                                        | Doug Freel                       |
| 1990 | „It Must Have Been Love”                             | Doug Freel                       |
| 1991 | „Joyride”                                            | Doug Freel                       |
| 1991 | „Fading Like a Flower (Every Time You Leave)”        | Doug Freel                       |
| 1991 | „The Big L.”                                         | Anders Skog                      |
| 1991 | „Spending My Time”                                   | Wayne Isham                      |
| 1991 | „(Do You Get) Excited?”                              | Wayne Isham                      |
| 1992 | „Church of Your Heart”                               | Wayne Isham                      |
| 1992 | „How Do You Do!”                                     | Anders Skog                      |
| 1992 | „Queen of Rain”                                      | Matt Murray                      |
| 1993 | „Fingertips ’93”                                     | Jonas Åkerlund                   |
| 1993 | „Almost Unreal”                                      | Michael Geoghegan                |
| 1994 | „Sleeping in My Car”                                 | Michael Geoghegan                |
| 1994 | „Crash! Boom! Bang!”                                 | Michael Geoghegan                |
| 1994 | „Fireworks”                                          | Michael Geoghegan                |
| 1994 | „Run to You”                                         | Jonas Åkerlund                   |
| 1995 | „Vulnerable”                                         | Jonas Åkerlund                   |
| 1995 | „You Don’t Understand Me”                            | Greg Masuak                      |
| 1995 | „June Afternoon”                                     | Jonas Åkerlund                   |
| 1996 | „She Doesn’t Live Here Anymore”                      | Jonas Åkerlund                   |
| 1996 | „Un Día Sin Ti”                                      | Jonas Åkerlund                   |
| 1999 | „Wish I Could Fly”                                   | Jonas Åkerlund                   |
| 1999 | „Anyone”                                             | Jonas Åkerlund                   |
| 1999 | „Stars”                                              | Anton Corbijn                    |
| 1999 | „Salvation”                                          | Anton Corbijn                    |
| 2001 | „The Centre of the Heart (Is a Suburb to the Brain)” | Jonas Åkerlund                   |
| 2001 | „Real Sugar”                                         | Jesper Hiro                      |
| 2001 | „Milk and Toast and Honey”                           | Jesper Hiro                      |
| 2002 | „A Thing About You”                                  | Jonas Åkerlund                   |
| 2003 | „Opportunity Nox”                                    | Kristoffer Diös Jonas Åkerlund   |
| 2006 | „One Wish”                                           | Jonas Åkerlund                   |
| 2011 | „She’s Got Nothing On (But the Radio)”               | Mats Udd                         |
| 2011 | „Way Out”                                            | Magnus Öhrlund / Mikael Sandberg |
| 2011 | „Speak to Me”                                        | Mikael Sandberg                  |
| 2011 | „No One Makes It on Her Own”                         | Tanya Rush                       |
| 2012 | „It’s Possible”                                      | David Nord                       |
| 2016 | „It Just Happens”                                    | Tobias Leo Nordquist             |
| 2016 | „Why Don’t You Bring Me Flowers?”                    |                                  |
| 2020 | „Let Your Heart Dance With Me”                       |                                  |
| 2020 | „Tu No Me Comprendes”                                |                                  |
| 2020 | „Piece Of Cake”                                      |                                  |

## Trasy koncertowe
| Trasa                                 | Data                           | Liczba koncertów | Promowany album      | Uwagi                                                                                                 |
| ------------------------------------- | ------------------------------ | ---------------- | -------------------- | --- |
| Rock Runt Riket Swedish Tour 1987     | 17 lipca – 2 sierpnia 1987     | 15               | Pearls of Passion    | |
| Look Sharp ’88! Tour Swedish Tour     | 11 listopada – 18 grudnia 1988 | 27               | Look Sharp!          | |
| Look Sharp Live! European Tour 1989   | 5 lipca – 2 grudnia 1989       | 36               | Look Sharp!          | |
| Join the Joyride! World Tour 1991/92  | 4 września 1991 – 15 maja 1992 | 89               | Joyride              | odwołano 8 koncertów, w tym w Warszawie i Katowicach                                                  |
| The Summer Joyride '92! European Tour | 25 czerwca – 25 lipca 1992     | 16               | Tourism              | |
| Crash! Boom! Bang! World Tour 1994/95 | 5 września 1994 – 2 maja 1995  | 82               | Crash! Boom! Bang!   | |
| Room Service Tour 2001                | 19 września – 10 grudnia 2001  | 26               | Room Service         | koncerty w RPA odwołano z powodu obaw związanych z zamachami terrorystycznymi w Stanach Zjednoczonych |
| Night of the Proms                    | 2009                           |                  |                      | |
| European Tour                         | 2010                           |                  |                      | |
| Charm School: The World Tour          | 2011–2012                      |                  | Charm School         | |
| World Tour                            | 2014–2016                      |                  | The Biggest Hits XXX | |